# Номінал (гроші)

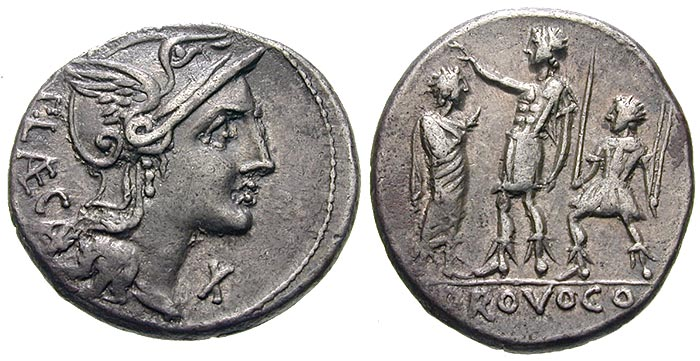
Республіканський денарій із зазначенням номіналу X (=10 асів)

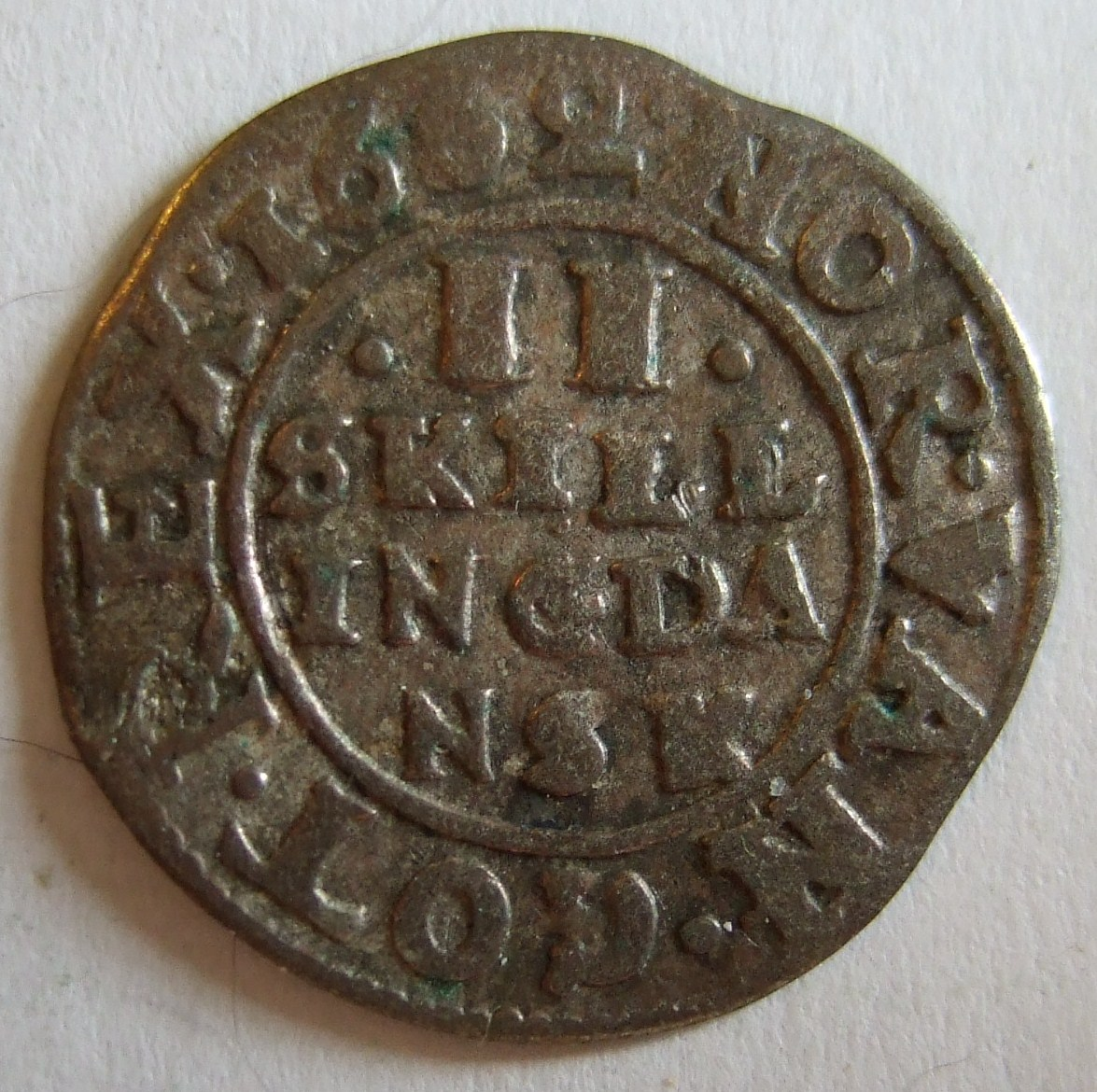
2 скілінги, Норвегія, 1662 — один з ранніх випадків позначення номіналу на монеті в постсередньовічній Європі

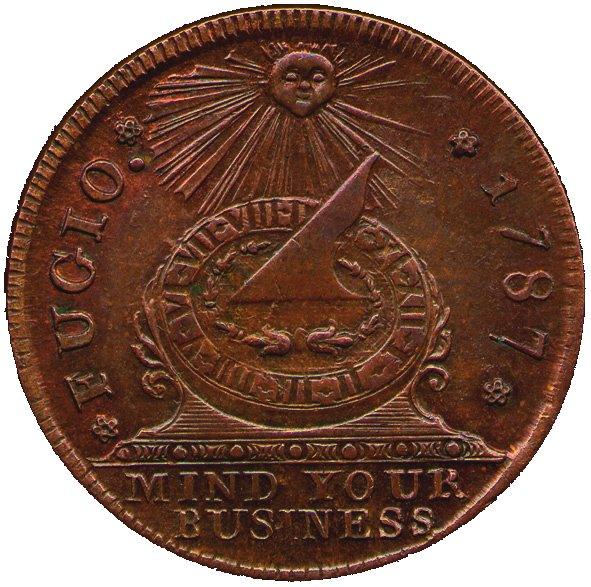
Фугіо-цент (перша розмінна монета незалежних США), 1787, без позначення номіналу.

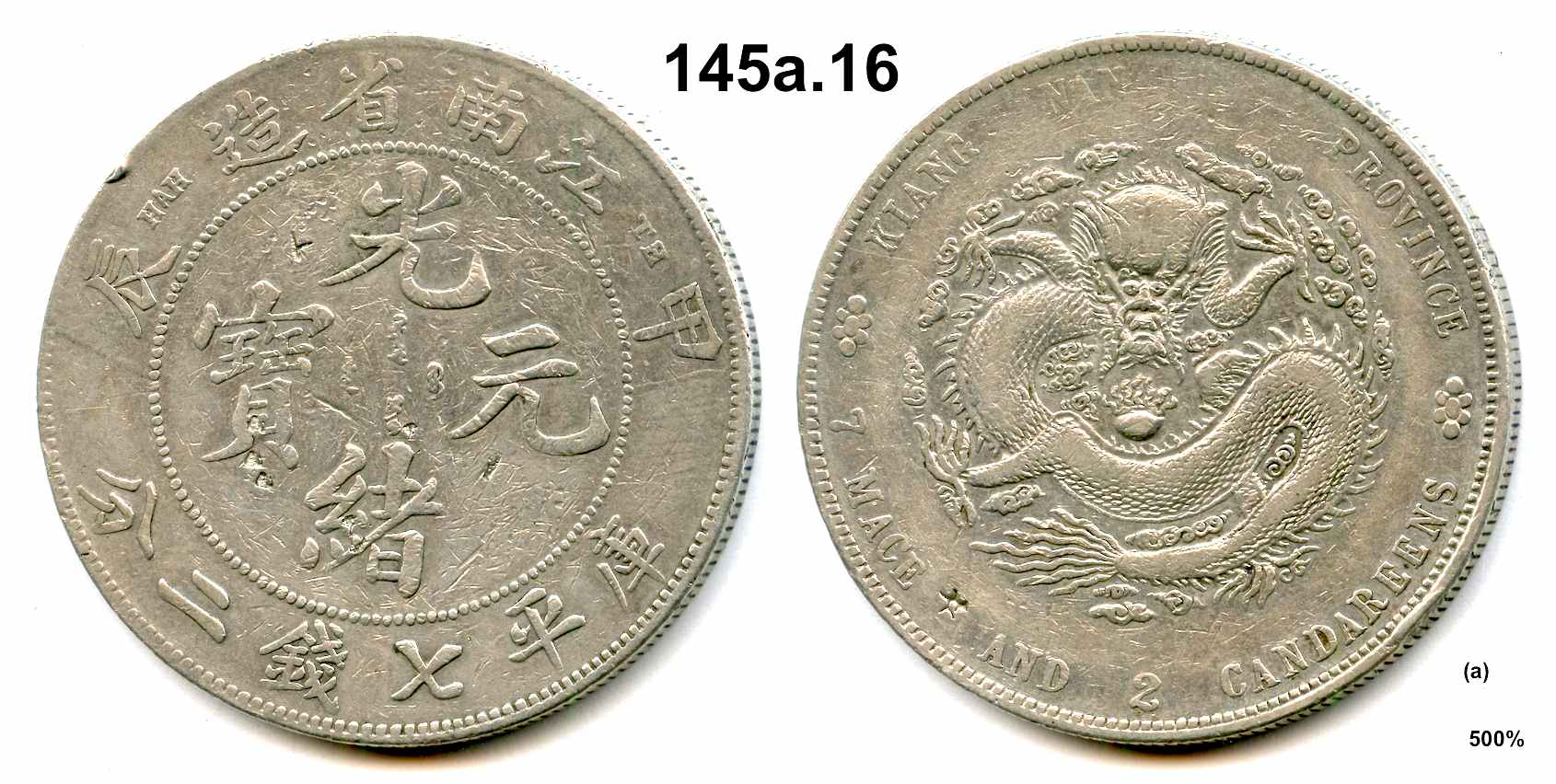
Китайська срібна монета, 1904, номінал — у вагових одиницях срібла.

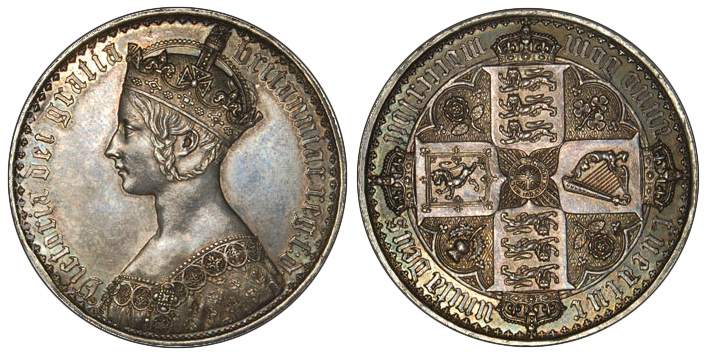
Британська крона (5 шилінгів), 1847, без позначення номіналу.

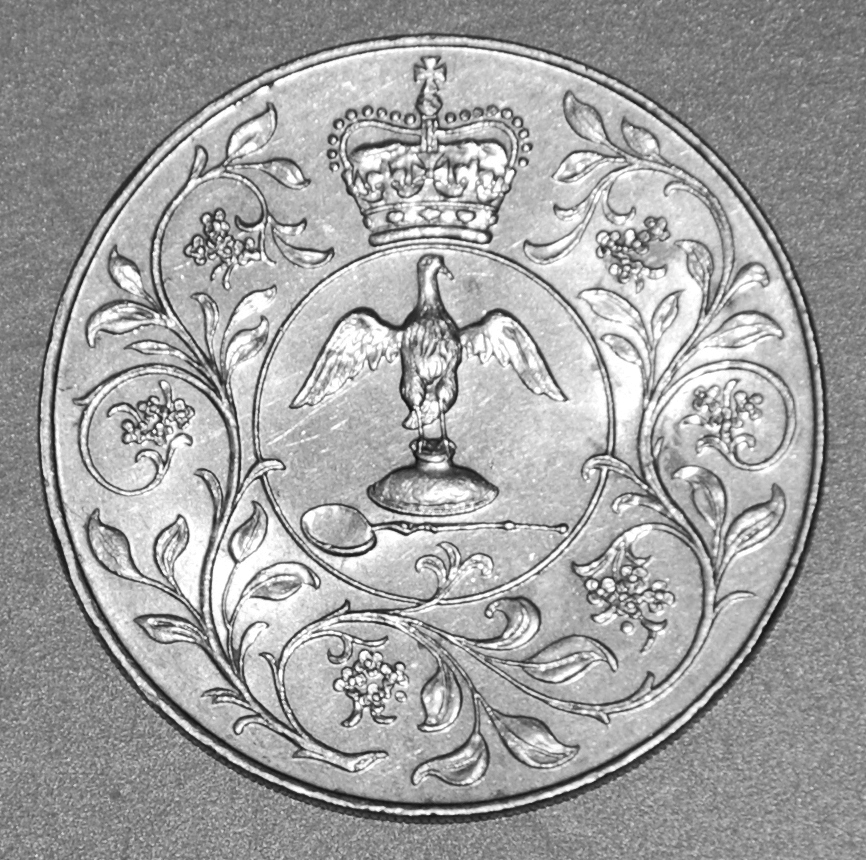
Британська крона (25 пенсів) «Срібний юбілей правління королеви», 1977, без позначення номіналу.

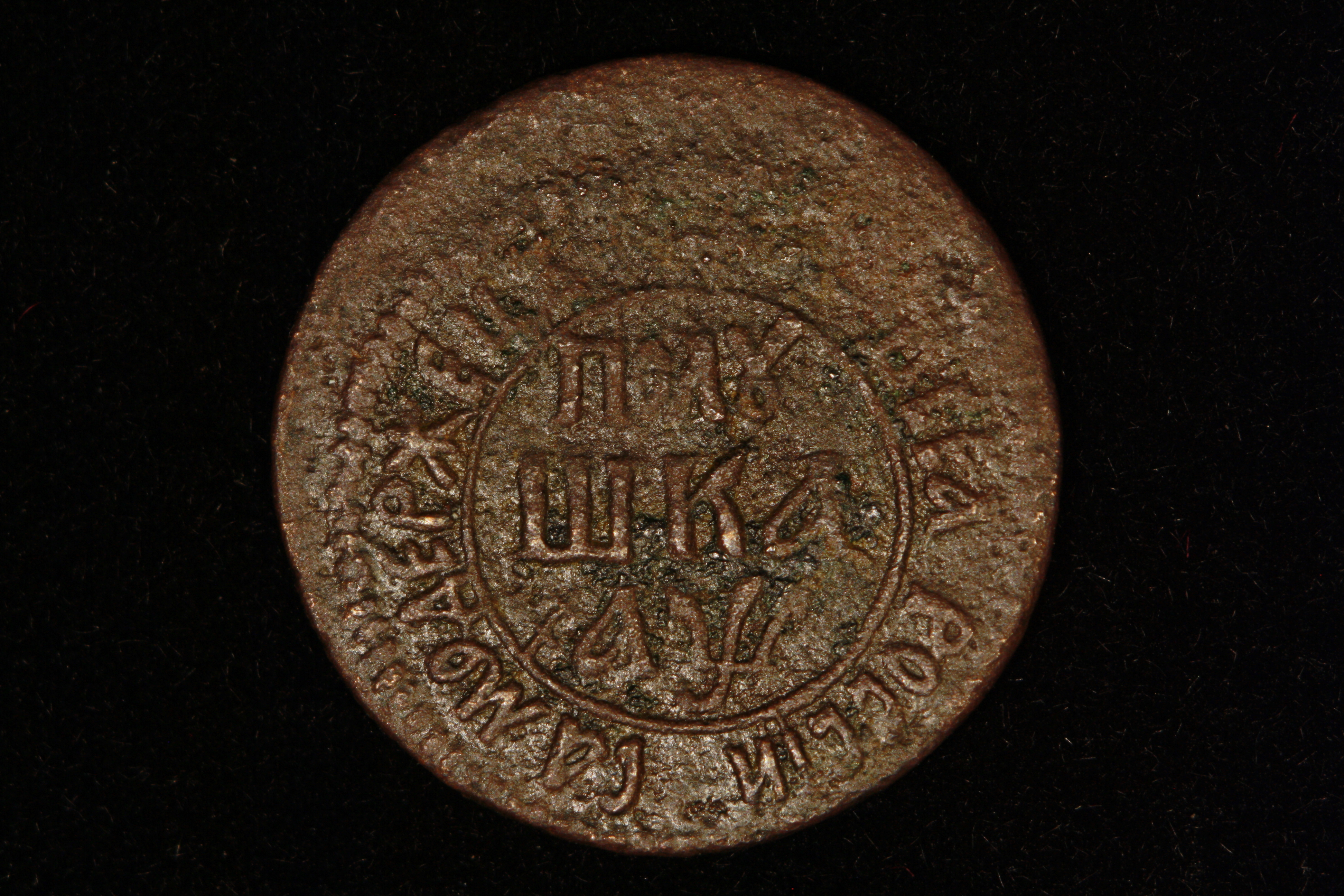
Полушка (1/2 денги = 1/4 копійки) Петра Першого, 1700, з позначенням номіналу.

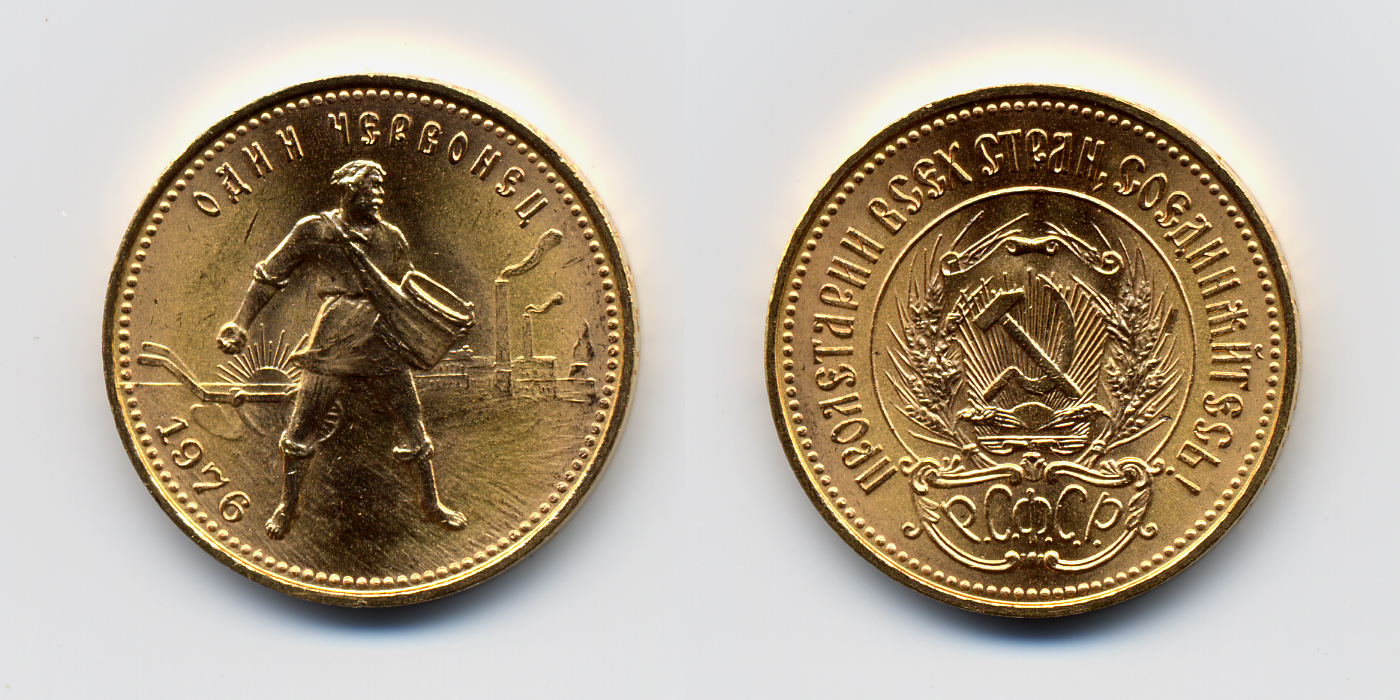
Золотий червонець — карбувався як інвестиційна монета, з номіналом у (вже) неіснуючій грошовій одиниці та символами (вже) неіснуючої держави.

Номінал монети — позначення її номінальної вартості на одній із сторін.

## Історія

### Античний період
У перші століття існування монет в античному світі номінал на них не відображався, хоча назви монет (такі як драхма, обол тощо) використовувалися як у розмовній, так і в офіційній мові. Ключовим фактором вартості монети була вартість дорогоцінного металу, з якого вона була виготовлена, а курс монет з одного металу до монет з інших металів міг бути плаваючим, хоча існували і тривалі періоди стабільного курсу. Досить часто характерною ознакою монети з тією чи іншою назвою був візуальний атрибут (зображення певного божества, сюжету чи декоративного елемента).
У давньоримській монетній системі існувала жорстка система прив'язки один до одного номіналів срібних та мідних монет. У республіканський період на монетах зображувалася цифра, що означала номінал в ассах (S = 1/2 — семіс, IIS = 2 1/2 — сестерцій, V — квінарій, X — денарій і т. ін.), на дрібніших монетах номінал позначався крапками (одна крапка відповідала унції = 1/12 асса). Водночас, на кожній з цих монет був свій характерний символ: асс — бог Янус, семис — Юпітер, трієнс — Мінерва, квадранс — Геркулес, секстанс — Меркурій, унція — Рома (персоніфікація міста Рим).
У імператорський період монети впізнавалися за їхніми зовнішніми атрибутами та розміром, сам же номінал як такий на них у більшості випадків позначений не був. Відсутність номіналу є причиною того, що сучасним історикам важко визначити вартість дрібних пізньоримських розмінних монет (таких, як фоліс) по відношенню до більших монет того ж періоду.
У Візантії відновили традицію позначення номіналу на дрібних монетах грецькими літерами-цифрами: Е = 5, І = 10, К = 20, М = 40.

### Середньовіччя та епоха Відродження
Аналогічний підхід зберігся і в середні віки: ключовим фактором вартості монети була вага дорогоцінного металу, що містився в ній, а зображення на монеті служило «знаком якості» монетного двору. Тип монети часто визначався її зовнішніми атрибутами: зокрема, для золотої монети цехін незмінним протягом понад 500 років залишався її дизайн, який дозволяв впізнавати монету саме як цехін, а чи не якусь іншу золоту монету.

### Новий час
Протягом кількох століть вага певних грошових одиниць (наприклад, пфеніга, або Празького гроша) залишалася відносно стабільною, а самі ці монети легко впізнавались і в інших державах за зовнішніми атрибутами.
Проте з кінця XVI ст. у грошовому обігу поступово назріває криза: вага грошової одиниці з однією і тією ж назвою поступово змінюється, як правило, у бік зменшення. Крім того, відношення більших одиниць до дрібніших (наприклад, у Польщі — гроша до соліду) також із реального поступово стає фідуціарним (довірчим), оскільки вагове співвідношення між великими та дрібними номіналами не завжди відповідає їхньому встановленому законом співвідношенню; у великих монетах починають «економити» на металі.
Щоб уникнути хаосу в обігу, з початку XVII століття монетні двори в німецьких і скандинавських державах починають карбувати на монетах номінал — її співвідношення до найдрібнішої грошової одиниці (1, 2, 3 і т. ін. пфеніги/скіллінги тощо). При цьому населення як і раніше сприймає вагове ставлення як базове, тому періодично влада змушена девальвувати монети з високим номіналом, виходячи з їхньої реальної ваги/купівельної спроможності.
Грошова реформа Петра I в Російській імперії не тільки встановила десяткову грошову систему (що на той час було досить рідкісним явищем в інших державах), а й зробила обов'язковим відображення номіналу на всіх монетах. Для монет малих номіналів він відображався не цифрами, а назвою відповідної одиниці: полушка = 1/4 копійки, денга = 1/2 копійки, алтин = 3 копійки, гривеник = 10 копійок.
Майже одночасно з Петром у Швеції був викарбуваний нотдалер Герца. Зазначений на ньому номінал в 1 далер був вимушеним заходом — адміністративно встановленою вартістю, оскільки реальна вартість монети була значно нижчою, ніж у срібного далера. Оскільки уряд не зміг утримати інфляцію, курс нотдалера швидко впав у порівнянні з номіналом, і його незабаром вилучили з обігу за вартістю, в десятки разів нижчою за номінал.
З середини XVIII століття зазначення номіналу стає поширеною практикою у німецьких державах. До кінця XVIII століття номінал з'явився на більшості монет Європи та Османської імперії, а у XIX столітті став звичайною практикою. Причиною став дефіцит дорогоцінних металів, що зростав, при одночасно зростаючій потребі в розмінній монеті, фідуціарна вартість якої по відношенню до срібної і золотої монети встановлювалася адміністративно. Фактично з цього часу вартість монет все більше відривається від собівартості металу їх виготовлення, а самі монети стають фідуціарними грошима, тобто такими, чий номінал лише відносно прив'язаний до собівартості, або зовсім не прив'язаний до неї, і є предметом довіри.
Для золотих монет (крім інвестиційних та колекційних) їх номінал продовжував зберігати жорсткий зв'язок з їхньою реальною вартістю аж до краху Бреттон-Вудської системи та відмови від золотого стандарту. Проте фактично золоті монети вийшли з обігу вже під час Великої депресії.

## Номінал як відмітна ознака монети
До кінця XX століття, за сформованою практикою, суттєвою, хоча і не єдиною, відмінністю монет від медалей або жетонів (токенів) є наявність номіналу або в грошових одиницях, або (тільки для пам'ятних або інвестиційних монет) у масі цінного металу в грамах або унціях. Додатковою ознакою монети може бути наявність атрибутів офіційного монетного двору.
Винятки досить рідкісні: наприклад, британські пам'ятні крони (5 шилінгів, а після десяткової реформи — 25 пенсів) традиційно не містять вказівок на номінал. Проте, на сайті британського монетного двору, а також у нумізматичних каталогах вони згадуються як монети номіналом у крону (або 25 пенсів) через свій типовий розмір та дизайн.

## Незвичайні типи номіналу
На китайських срібних монетах династії Цин (кінець XIX — початок XX століття) номінал дрібних срібних монет вказувався у ваговому змісту срібла в них (7 мейс 2 кандарини; 3 мейс 6 кандаринів; 1 мейс 4.4 кандарини; і 7.2 кандарин, тобто 1, 1/2, 1/5 і 1/10 від найбільшої із срібних монет), тоді як на мідних він вказувався в розмінній грошовій одиниці (кеш).
На мідних та платинових монетах Миколи Першого номінал вказувався «сріблом» або «на срібло» відповідно, що означало, що держава гарантує обмін цих монет на срібні.

## На колекційних та інвестиційних монетах
Номінал колекційних та інвестиційних монет — зазвичай суттєво нижчий за собівартість даної монети. Це пов'язано з тим, що банки та монетні двори, які продають пам'ятні монети, не зацікавлені у їх поверненні; номінал означає, що банк готовий прийняти монету за ціною не вище за позначену на її аверсі, тому насправді пам'ятні монети перепродаються між колекціонерами за їх ринковим курсом.
На деяких інвестиційних монетах замість номіналу у грошових одиницях (або разом із ним) вказується маса дорогоцінного металу. Ряд банків готові приймати назад інвестиційні монети, відшкодовуючи їхню ціну (зі сплатою податку, комісійних чи інших мит) за поточною вартістю інвестиційного металу — таким чином, металевий номінал у цьому випадку має пріоритет над номіналом у грошовій одиниці.
Для колекційних монет вказівка маси металу скоріше є незвичайною, тому що вони цінуються не так за вміст металу, як за естетичними або пам'ятними критеріями.

## На токенах
Токени (жетони) є грошовими сурогатами з обмеженою сферою обігу.
Токени без номіналу (наприклад, жетони метро, казино тощо) зазвичай мають плаваючий курс, який змінюється залежно від зміни вартості поїздки, гри тощо.
Токени з номіналом приймаються строго за вказаним на них номіналом. Іноді номінал токена виражається не у грошових одиницях, а еквіваленті — одиниці товарів чи послуг (200 г масла, 1 поїздка тощо). У цій якості токени відрізняються від товарних карток чи купонів тим, що є платою за товар чи послугу, тоді як картка чи купон може лише надавати право на придбання і/або певну знижку.
У ряді випадків грошові сурогати (ранні доконфедеративні токени Канади, деякі токени Кондера, деякі американські «токени важких часів» і т. ін.) не мали номіналу у зв'язку з тим, що це призвело б до порушення законодавства про виготовлення фальшивих грошей, або їх номінал виражався в неофіційних одиницях (наприклад, «су» в Нижній Канаді), проте їх розмір та інші характерні особливості оформлення дозволяли громадянам розпізнавати їх курс до офіційної грошової одиниці та використовувати як засіб оплати в обмежених випадках.

## На банкнотах
Банкноти з'явилися як допоміжний фінансовий інструмент, додатковий до монет. На відміну від монет, їх вартість ніколи не була прив'язана до матеріалу, з якого вони виготовлялися (тобто банкноти завжди являли собою гроші фідуціарні). З цієї причини, на відміну від монет, на банкнотах протягом їхньої історії завжди позначався номінал.